# Haakon, Príncipe Herdeiro da Noruega
Haakon Magno (Oslo, 20 de julho de 1973) é o herdeiro aparente do trono norueguês de acordo com as leis de primogenitura masculina do país, sendo o segundo filho e único menino do rei Haroldo V e da rainha Sônia. Como descendente agnático de Cristiano IX da Dinamarca, ele também é um príncipe dinamarquês, embora não esteja na linha de sucessão ao trono dinamarquês. Ele é casado com a plebéia Mette-Marit Tjessem Høiby, com quem têm dois filhos: a princesa Ingrid Alexandra e o príncipe Sverre Magno.

## Família e batizado
Haakon Magnus nasceu a 20 de julho de 1973 no Hospital Nacional de Oslo, na cidade de Oslo na Noruega.
O príncipe é o filho mais novo de Haroldo V, na ocasião Príncipe-herdeiro, (Asker, 21 de fevereiro de 1937), o Rei da Noruega desde 1991. Sua mãe é rainha Sônia da Noruega,então princesa-consorte Sônia (Oslo, 04 de julho de 1937).
Haakon tem uma irmã maior: a princesa Marta Luísa, nascida em 22 de setembro de 1971.
Ele foi batizado na capela do Palácio Real de Oslo, a 20 de setembro de 1973. Seus padrinhos foram: o rei Olavo V da Noruega, a princesa Astrid da Noruega, o Carlos Bernadotte, o rei Carlos XVI Gustavo da Suécia, a rainha Margarida II da Dinamarca e a princesa Anne, Princesa Real do Reino Unido.

## Linha de sucessão ao trono norueguês
Na altura de seu nascimento, a linha de sucessão ao trono norueguês seguia-se preferência masculina, e, por isso, ele é o primeiro na linha de sucessão nos dias de hoje. Mesmo com as emendas na constituição norueguesa em 1990, que garantiram primogenitura absoluta ao trono, isto é, independente do gênero, a sua irmã mais velha, a princesa Marta Luísa (n. 1971), não ficará em a sua frente na linha de sucessão. A mudança só vigora a partir do nascimento de seus filhos, e a sua filha a princesa Ingrid Alexandra ocupa a segunda posição na linha direta de sucessão ao trono norueguês, não perdendo a posição mesmo com o nascimento de um irmão varão caçula; se ela ascender ao trono norueguês será a primeira rainha reinante da Noruega desde a famosa Margarida I da Dinamarca, Noruega e Suécia. Na Suécia, entretanto, as mudanças na constituição de 1980, fizeram a princesa Vitória, Princesa Herdeira da Suécia tomar precedência sobre seu irmão caçula, o príncipe Carlos Filipe, Duque da Varmlândia. Se o príncipe Haakon se tornar rei, como é esperado, ele será conhecido como "Rei Haakon VIII da Noruega".

## Educação e vida militar
Haakon serviu na Defesa Marítima Norueguesa tomando a sua educação de oficial de primeiro nível na Royal Norwegian Naval Academy, seguido por um ano a bordo de torpedeiros. Em 1999, recebeu o grau de bacharel em Artes e Ciências políticas da Universidade da Califórnia, em Berkeley nos Estados Unidos. Mais tarde, Haakon estudou na Universidade de Oslo e na London School of Economics, terminando o seu curso introdutório de funcionário público do Ministry of Foreign Affairs norueguês em 2001.
Até 15 de novembro de 2013, na Defesa Marítima, a sua posição oficial é de Almirante, e no Exército Norueguês e na o Força Aérea da Noruega seu posto é General.

## Casamento e filhos
Em 25 de agosto de 2001, Haakon desposou Mette-Marit Tjessem Høiby, uma plebeia e mãe de uma criança solo, na Catedral de Oslo. O príncipe Frederico, Príncipe Herdeiro da Dinamarca foi o padrinho de casamento. Quando o noivado entre o príncipe Haakon e a srta. Høiby foi anunciado, muitos noruegueses acharam a escolha para parceira do príncipe-herdeiro inadequada. Isso deveu-se primariamente ao fato de ela ser uma mãe solteira, bem como aos boatos de que ela dançava em raves de Oslo. O príncipe herdeiro Haakon e a princesa herdeira Mette-Marit têm dois filhos: juntos
- Princesa Ingrid Alexandra da Noruega, nascida em 21 de janeiro de 2004 (21 anos);
- Príncipe Sverre Magno da Noruega, nascido em 3 de dezembro de 2005 (19 anos);

A princesa Ingrid Alexandra é a segunda na atual linha de sucessão ao trono norueguês, depois de seu pai e antes de seu irmão caçula, de acordo com as leis da atual constituição. Como o seu casamento, o príncipe herdeiro Haakon também tornou-se padrasto de Marius Borg Høiby, filho de Mette-Marit e de Morten Borg, um criminoso condenado. A família vive na propriedade de Skaugum.

## Deveres reais

Monograma real de Haakon

Haakon tem um grande interesses em assuntos culturais. Em janeiro de 2006, ele, ao lado da Família real norueguesa, alterou sua lista de patrocínio. Ele agora tem doze papéis de patrocínio em seu portfólio, incluindo o festival literário de Bjørnson. Tais papéis durarão por cinco anos, para que uma nova lista de patrocínio seja feita.
Da tarde de 25 de novembro de 2003 até a noite de 12 de abril de 2004, Haakon foi o regente do país, pois o rei estava em um período de convalescença. Haakon foi novamente o regente da Noruega entre 29 de março e 7 de junho de 2005, por causa da cirurgia cardíaca que seu pai se submeteu em 1 de abril daquele ano.
No dia 2 de outubro de 2020, Haakon sentou-se no trono oficialmente pela primeira vez. Ele atendeu, com a sua mãe, a Rainha Sonja, a Abertura do Parlamento (Storting), atuando como Príncipe Regente devido a seu pai estar se recuperando de uma infecção pulmonar. Durante o evento, ele também fez o tradicional discurso que compete ao monarca fazer.

## Títulos, estilos, honrarias e prêmios

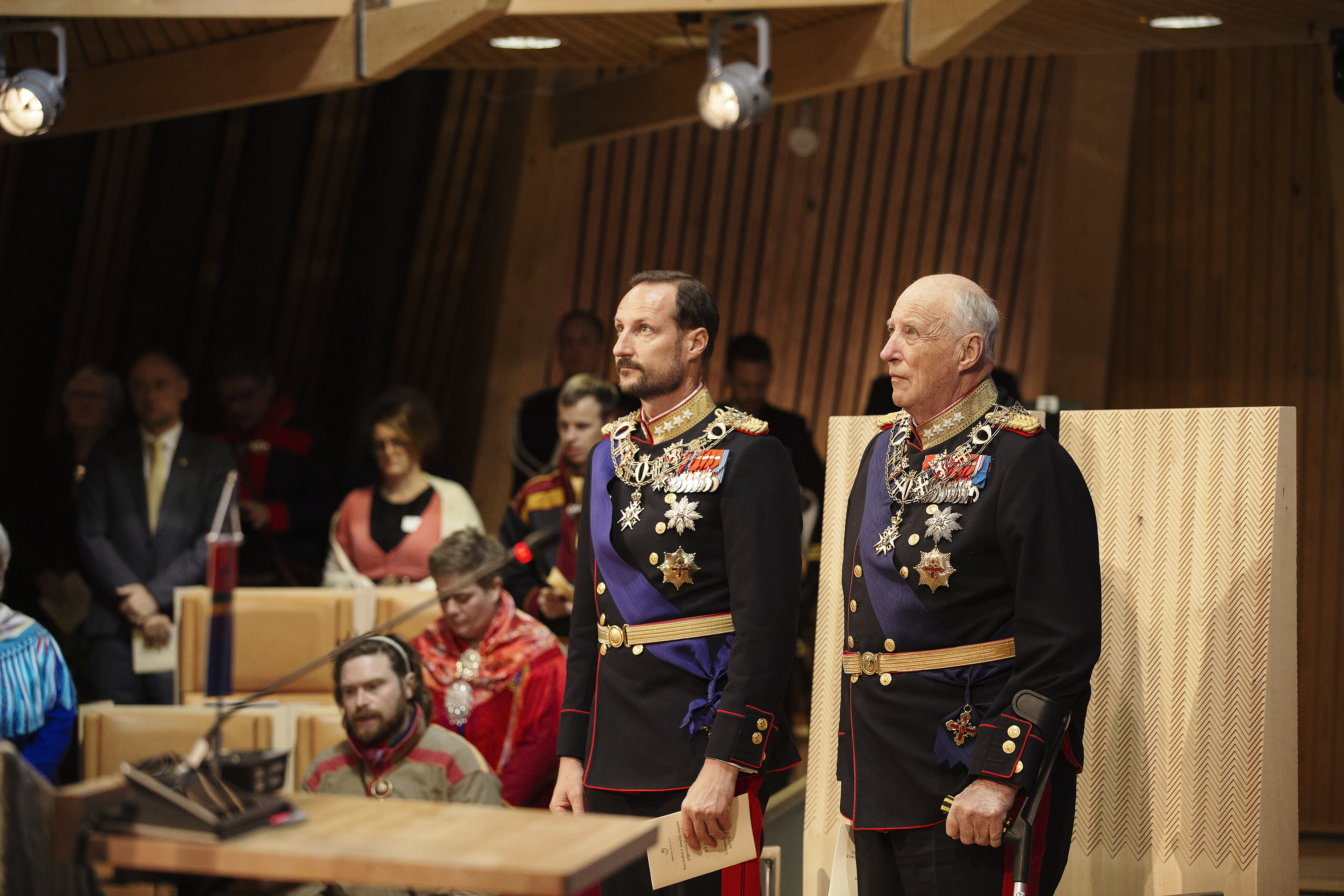
Príncipe Haakon, ao lado de seu pai Haroldo V, na abertura do Parlamento em 2021.

### Títulos
- 20 de julho de 1973 – 17 de janeiro de 1991: Sua Alteza Real o Príncipe Haakon da Noruega
- 17 de janeiro de 1991 - atual: Sua Alteza Real o Príncipe Herdeiro da Noruega

### Armas

Brasão de armas

#### Honras e medalhas norueguesas
- Grã-Cruz com Colar da Ordem de Santo Olavo [8]
- Grã-Cruz da Ordem do Mérito [8]
- Medalha do Serviço de Defesa com Laurel Branch [8]
- Medalha do Centenário da Casa Real [8]
- Medalha Memorial Olavo V [8]
- Medalha do Jubileu de Prata do Rei Olavo V (1957-1982) [8]
- Medalha do Centenário de Olavo V [8]
- Medalha do Jubileu de Prata do Rei Haroldo V (1991-2016) [8]
- Medalha de Serviço da Marinha Real Norueguesa [8]
- Crachá de Honra da Associação de Oficiais da Reserva Norueguesa
- Medalha de Mérito da Sociedade Naval em Ouro
- Distintivo de honra da Sociedade Militar de Oslo

#### Honras estrangeiras
- Áustria: Grande Estrela do Distintivo de Honra do Mérito [8]
- Brasil: Grã-Cruz da Ordem Nacional do Cruzeiro do Sul
- Bulgária: Grã-Cruz da Ordem de Stara Planina
- Dinamarca: Cavaleiro da Ordem do Elefante (20 de julho de 1991)
- Estônia: Membro da 1ª Classe da Ordem da Cruz da Terra Mariana (10 de abril de 2002)[9]
- Estônia: Membro da 1ª Classe da Ordem da Estrela Branca (26 de agosto de 2014)[10]
- Finlândia: Grã-Cruz da Ordem da Rosa Branca
- Alemanha: Grã-Cruz 1ª Classe da Ordem do Mérito da República Federal da Alemanha
- Islândia: Grã-Cruz da Ordem do Falcão
- Itália: Cavaleiro da Grã-Cruz da Ordem do Mérito da República Italiana (20 de setembro de 2004)[11]
- Japão: Grã-Cruz da Ordem do Crisântemo
- Jordânia: Grande Cordão da Ordem Suprema do Renascimento
- Letônia: Comandante Grã-Cruz da Ordem das Três Estrelas (20 de setembro de 2000)[12]
- Letônia: Beneficiário da 1ª Classe da Cruz de Reconhecimento (12 de março de 2015)[13]
- Lituânia: Grã-Cruz da Ordem de Vytautas, o Grande (23 de março de 2011)[8]
- Luxemburgo: Grã-Cruz da Ordem de Adolfo de Nassau
- Países Baixos: Cavaleiro da Grã-Cruz com Espadas da Ordem de Orange-Nassau
- Países Baixos: Medalha de Inauguração do Rei Guilherme Alexandre
- Polônia: Grã-Cruz da Ordem do Mérito da República da Polônia (16 de setembro de 2003)
- Portugal: Grã-Cruz da Ordem do Infante D. Henrique (13 de fevereiro de 2004)[14][15]
- Eslovênia: Agraciado com a Ordem de Ouro por Mérito (6 de novembro de 2019)[14]
- Espanha: Grã-Cruz com Colar da Ordem de Carlos III (26 de maio de 2006)[14][16]
- Suécia: Cavaleiro com Colar da Ordem do Serafim[14]
- Suécia: Agraciado com a Medalha do Jubileu de Ouro do Rei Carlos XVI Gustavo